# Nazirli (ort i Azerbajdzjan, lat 40,32, long 47,41)
Nazirli (ryska: Назирли) är en ort i Azerbajdzjan.   Den ligger i distriktet Bərdə Rayonu, i den centrala delen av landet, 210 km väster om huvudstaden Baku. Nazirli ligger 7 meter över havet och antalet invånare är 1 611.
Terrängen runt Nazirli är mycket platt. Närmaste större samhälle är Lemberan, 14,2 km sydväst om Nazirli.
Trakten runt Nazirli består till största delen av jordbruksmark. Runt Nazirli är det ganska tätbefolkat, med 80 invånare per kvadratkilometer.